# María Esther Biscayart de Tello

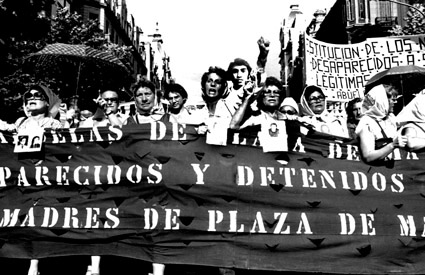
Quarta Marxa de la Resistència, desembre de 1984

María Esther Biscayart de Tello (La Plata, Buenos Aires, 31 d'agost de 1930, ibídem, 1 d'abril de 2015) va ser una activa defensora dels drets humans, militant i integrant de l'associació Madres de Plaza de Mayo Línea Fundadora. Els seus tres fills van ser detinguts i fets desaparèixer per l'última dictadura cívico militar de l'Argentina.

## Biografia
S'havia format en escoles rurals i com a treballadora social del Departament d'Extensió Universitària i va exercir la docència a la seva ciutat natal. En els anys 50 va ser integrant del grup anarquista Voluntad juntament amb Pablo Tello, que seria després el seu company i pare dels seus tres fills.
El 1976 es va exiliar a França i va iniciar una campanya de denúncies de la persecució política i els crims de la dictadura a l'Argentina. A París, María Esther Biscayart no va deixar d'acudir a l'ambaixada argentina cada dijous per presentar les seves reclamacions. Va presentar denúncies davant Amnistia Internacional i la Justícia francesa i també va buscar ajuda en personalitats del cinema i de l'art.
En tornar al país el 1984, María Esther Biscayart es va integrar a l'agrupació Madres de Plaza de Mayo Línea Fundadora, un dels eixos de treball de la qual era impulsar el judici als repressors. Va tornar a França després de la sanció de les lleis de Punt Final, el 1986, i d'Obediència Deguda, el 1987, que d'alguna manera garantien la impunitat dels genocides. El 2009, María Esther Biscayart es va instal·lar definitivament a La Plata. Aquest mateix any va declarar en el primer judici pels crims del circuit repressiu Atlètico-Banco-Olimpo. Al desembre de 2014 va participar de la Primera Trobada Nacional contra la Impunitat i la Repressió, que va ser impulsada per desenes d'organitzacions de tot el país, on al costat d'una delegació de l'Assemblea de Mexicans a Argentina, va exigir l'aparició dels 43 normalistes desapareguts a Iguala.

## Tres fills desapareguts
Pablo, Marcelo i Rafael Tello eren tots tres militants de Resistencia Libertaria. El seu nebot, Eduardo Daniel Pereyra Rossi, també va ser segrestat al costat d'Osvaldo Cambiasso a Rosario i assassinat per un grup comandat pel repressor Luís Patti.
- Marcelo Rodolfo Tello Biscayart (n. 31 d'agost de 1950, La Plata, detingut desaparegut el 9 de març de 1976, Còrdova), va ser segrestat al seu domicili, en hores del matí.[8] Roman desaparegut.[9]

- Pablo Daniel Tello Biscayart (n. 25 d'abril de 1949, La Plata, detingut desaparegut el 31 de maig de 1978, Tigre). Treballava com a fuster a la Drassana Quarton (José Martí i A. Del Valle, Tigre).[10] Segrestat en el seu lloc de treball, a primeres hores de la tarda. Segons testimoniatges d'exdetinguts, fou traslladat al Centro Clandestino de Detención y Tortura (CCDT) d'El Banco i La Cacha. Roman desaparegut.[9]

La seva cònjuge, María del Carmen Rezzano, va ser privada en forma il·legal de la seva llibertat el mateix dia, al seu domicili, situat a Olivos, província de Buenos Aires, i conduïda a El Banco, fins que va ser alliberada a la localitat de Banfield, província de Buenos Aires, el 16 de juny de 1978.
- Rafael Arnaldo Tello Biscayart (n. 13 d'abril de 1952, La Plata, detingut desaparegut el 31 de maig de 1978, Tigre), casat amb Mariana Patricia Arcondo de Tello,[12] treballava al costat del seu germà Pablo com a fuster a la Drassana Quarton.[13] Segrestat en el seu lloc de treball, a primeres hores de la tarda. Segons testimoniatges d'exdetinguts, fou traslladat al Centro Clandestino de Detención y Tortura (CCDT) d'El Banco i La Cacha. Roman desaparegut.[9]